# Hermacha capensis
Hermacha capensis är en spindelart som först beskrevs av Anton Ausserer 1871.  Hermacha capensis ingår i släktet Hermacha och familjen Nemesiidae. Inga underarter finns listade i Catalogue of Life.